# Tuvaphantes
Tuvaphantes  (лат.) — род пауков-скакунов из подсемейства Dendryphantinae. Представители двух известных видов обитают на территории России, в степях республики Тува, что отражено в латинском названии.

## Описание
Среднего размера пауки-скакуны, в длину достигающие 5—6 мм. Глазное поле примерно в 1,5 раза шире своей длины, глаза расположены в 3 ряда. Лабиум овальный. Хелицеры субтреугольные, с закруглённым кончиком. Педипальпы самок не несут клешен. У половозрелых самцов на цимбиуме (последнем членике педипальп) расположен совокупительный аппарат с нехарактерными для пауков-скакунов особенностями строения: тегулюм слит с цимбиумом, не выражен эмболюс (дистальный отросток), семенной канал в бульбусе не развит, отсутствует базальная гематодоха.

## Таксономия и филогения
Оба известных в настоящее время вида были описаны Дмитрием Логуновым в начале 90-x годов XX века, который в 1991 году при первом описании отнёс типовой вид Tuvaphantes insolitus к роду Dendryphantes. Впоследствии в 1993 году в связи с уникальным для пауков-скакунов строением совокупительного аппарата самцов исследователь пересмотрел свою точку зрения и описал род Tuvaphantes, отметив, что родственные связи его представителей с другими представителями семейства неясны, хотя по облику они напоминают Dendryphantes и, вероятно, относятся к подсемейству Dendryphantinae.